# Source de la Doye
Pour les articles homonymes, voir Doye.
La source de la Doye est une source située aux Neyrolles dans l'Ain. Elle est exploitée industriellement pour son eau.

## Histoire
La source de la Doye est découverte en 1974 par le maire des Neyrolles Louis Germain alors qu'il cherche de l'eau pour la consommation de ses habitants. Les premiers forages sont mis en place en 1976 et l'autorisation préfectorale pour la consommation publique est délivrée fin 1976.

## Exploitation
La source est exploitée pour les réseaux d'eau potable des Neyrolles et de Nantua,, ainsi que par la société Cristaline depuis janvier 1977, grâce à l'usine d'embouteillage installée à proximité. L'eau de la source de la Doye est reconnue pour sa grande qualité et la présence de sels minéraux en proportions quasi idéales. Avec 21 autres eaux, elle entre dans la composition de l'eau vendue par la marque. Elle est fermée au public en raison de son exploitation. L'usine a une capacité maximale de production quotidienne de 650 000 bouteilles distribuées par 20 à 35 camions chaque jour ; chaque année, ce sont 130 millions de bouteilles qui quittent l'usine (contre 95 millions en 1998 et 48 millions en 1991).
La source est alimentée par les infiltrations des eaux du lac de Sylans, site labellisé espace naturel sensible par le département de l'Ain en 2014, situé à 1,5 km au nord. Elle fournit 7 000 m3 d'eau chaque jour.
En raison du réchauffement climatique et de la suppression historique des méandres, la source et la zone humide associée s'assèchent à tel point que la conduction d'études permettant de remonter le niveau de l'eau sont évoquées.

## Classement
Elle est classée en 1909 site naturel classé de l'Ain pour son « caractère artistique ». La protection de la source de la Doye est due à la volonté de développer le tourisme, favorisé par la proximité de la source avec la route départementale 1084.